# Cento canzoni da ricordare - vol.4
Cento canzoni da ricordare - vol.4, pubblicato nel 1992 su Musicassetta e CD, è un album discografico del cantante Mario Trevi.

## Il disco
L'album è una raccolta di brani napoletani classici interpretati da Mario Trevi, suddivisa in sei volumi. In questa serie di albums, Trevi affronta ancora una volta il repertorio classico napoletano, andando a riscoprire brani antecedenti agli anni cinquanta ed altri provenienti dal proprio repertorio degli anni sessanta, rendendoli attuali attraverso l'uso degli strumenti elettrofoni dell'epoca.
Gli arrangiamenti sono assegnati agli allora giovani maestri Gigi D'Alessio e Carmine Liberati.

## Tracce
1. 'Na bruna (Visco-Barrucci-Langella-Bruni)
2. 'E mummarelle (Acampora-Bovio)
3. Quann'ero guaglione (Acampora-De Crescenzo)
4. 'A celentana (Genta-Russo)
5. Che songo 'e rose (Genta-Russo)
6. Suora Maria (Rossetti-Dura)
7. 'Mbrellino 'e seta (Genta-Russo-Sasso)
8. Campagnola vesuviana (Genta-Nappo)
9. Buono guaglione (Buonafede-Fiorelli)
10. Maria Catena (Genta-Schettino)